# بخش شوگر کریک (شهرستان ویون، اوهایو)
بخش شوگر کریک (به انگلیسی: Sugar Creek Township) یک منطقهٔ مسکونی در ایالات متحده آمریکا است که در شهرستان وین، اوهایو واقع شده‌است.
 بخش شوگر کریک ۹۶٫۶ کیلومتر مربع مساحت و ۶٬۵۰۲ نفر جمعیت دارد و ۳۴۱ متر بالاتر از سطح دریا واقع شده‌است.